# Daniel Soubeyran
Ovide Daniel Louis Henri Soubeyran (Dieulofet, Droma, 11 d'agost de 1875 – Torí, Itàlia, 8 de febrer de 1959) va ser un remer francès que va competir cavall del segle xix i el segle xx. El 1900 va prendre part en els Jocs Olímpics de París, on guanyà una medalla de plata en la prova de quatre amb timoner com a membre de l'equip Club Nautique de Lyon.